# Snooker adaptado
El snooker adaptado es un deporte derivado del snooker, practicado por personas con discapacidad física, visual e intelectual. Está regulado por la Federación Mundial de Billar y Snooker Adaptados. Formó parte del programa paralímpico entre 1960 y 1988.